# Корзун, Павел Петрович
Павел Петрович Корзун (15 (27) августа 1892 — 16 сентября 1943) — советский военачальник, командующий армиями в годы Великой Отечественной войны, генерал-лейтенант (1942).

## Начало службы, первая мировая и гражданская войны

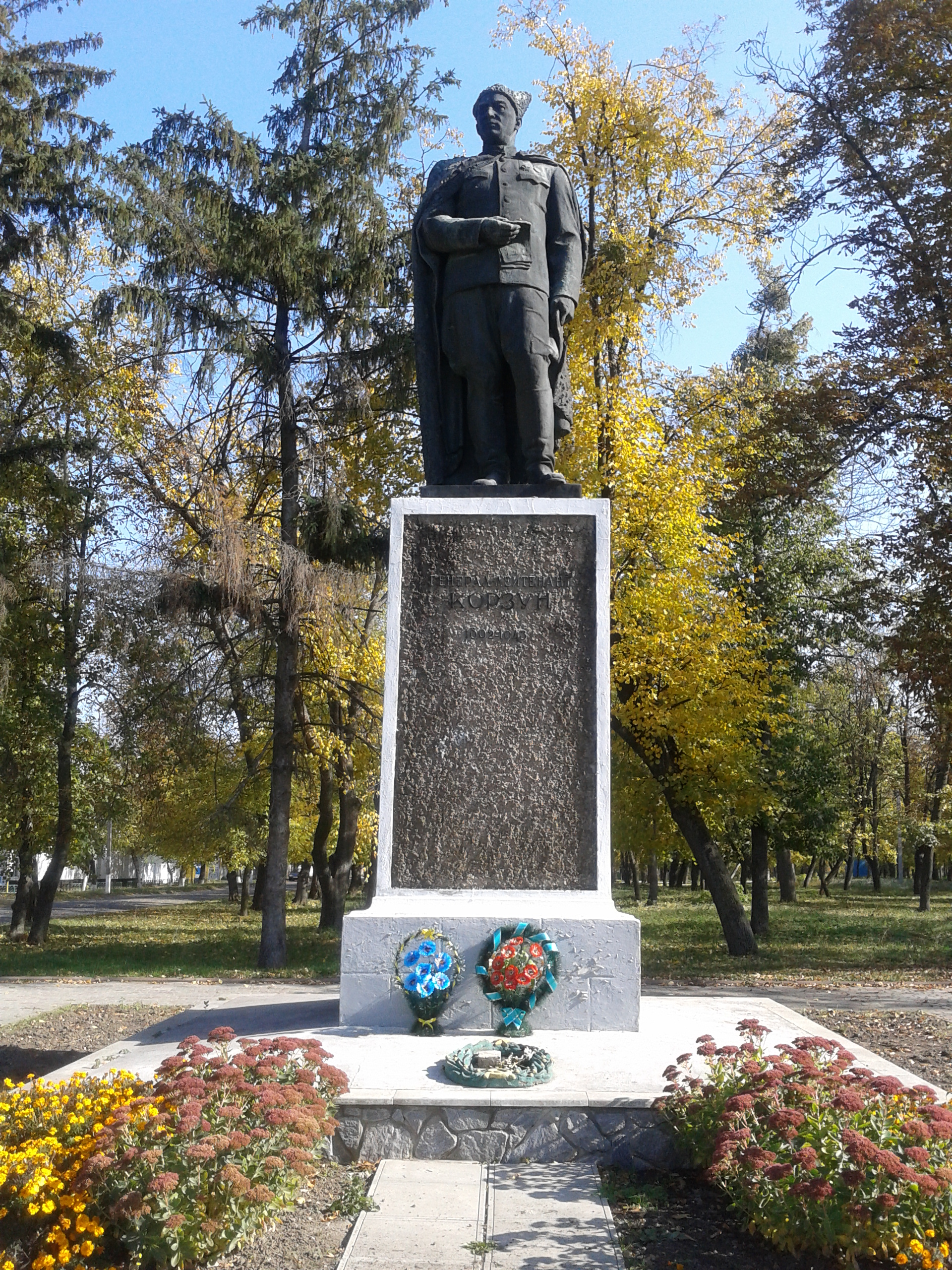
Памятник генерал-лейтенанту П. П. Корзуну

Родился 15 (27) августа 1892 года в селе Клешево, ныне Слуцкого района Минской области Белоруссии. Белорус.
В Русской императорской армии служил с октября 1913 года во 2-м Курляндском лейб-уланском полку, который тогда стоял в Сувалках. Участник Первой мировой войны, воевал в этом полку, входившим в 2-ю кавалерийскую дивизию 12-й армии Северо-Западного и Северного фронтов. Дослужился до младшего унтер-офицера. Демобилизован при расформировании полка в феврале 1918 года.
В Красную Армию вступил в апреле 1918 года в Витебске, где он оказался после демобилизации. Служил в формируемом в Витебске отдельном батальоне, затем направлен в отдельный кавалерийский полк Западного фронта, будучи назначен казначеем полка. С августа 1918 года служил делопроизводителем на продфуражном складе в Смоленске. Участник Гражданской войны с марта 1919 года. Тогда был назначен командиром взвода отдельного эскадрона при штабе Восточного фронта, воевал против армий адмирала А. В. Колчака. В 1920 году окончил Объединённую кавалерийскую школу при штабе Восточного фронта. С января 1920 года воевал на Туркестанском фронте: командир кавалерийского эскадрона 4-го Тюркского кавалерийского полка 2-й Узбекской кавалерийской бригады, начальник полковой школы 2-го Узбекского кавалерийского полка, помощник командира 4-го Узбекского кавалерийского полка, с июня 1921 помощник командира 4-го отдельного кавалерийского полка 2-й Туркестанской стрелковой дивизии, затем с марта 1922 года командовал этим полком, а с мая вновь был помощником командира полка. С августа 1922 по март 1923 года — командир 10-го кавалерийского полка Бухарской группы войск. Участвовал в боях против басмачества в Фергане, Бухаре, Таджикистане.

## Межвоенный период
В 1924 году окончил Высшую кавалерийскую школу в Ленинграде. С сентября 1924 года командовал 47-м кавалерийским и 77-м кавалерийским полками в 6-й отдельной Алтайской кавалерийской бригаде Туркестанского фронта, с декабря 1924 года временно исполнял должность командира этой бригады. С 1925 года вновь командовал 77-м кавалерийским полком в 10-й Терско-Ставропольской казачьей дивизии Северо-Кавказского военного округа. В 1929 году окончил кавалерийские курсы усовершенствования комсостава РККА в Новочеркасске. Член ВКП(б) с 1930 года. С мая 1932 по ноябрь 1934 года — помощник инспектора кавалерии РККА, затем убыл на учёбу.
В 1936 году окончил особый факультет Военной академии РККА имени М. В. Фрунзе и назначен помощником командира 10-й Терско-Ставропольской казачьей дивизии. В 1937 году находился в «специальной командировке» (подробности неизвестны). С августа 1937 года — командир 9-й кавалерийской дивизии 4-го кавалерийского корпуса Киевского особого военного округа. С августа 1939 года — старший преподаватель общей тактики Военной академии РККА имени М. В. Фрунзе. В марте 1941 года назначен командиром 219-й мотострелковой дивизии 25-го механизированного корпуса в Харьковском военном округе.

## Великая Отечественная война
С началом Великой Отечественной войны дивизия в составе 25-го механизированного корпуса в июле 1941 года прибыла на Центральный фронт, и участвовала в боевых действиях в районе г. Пропойск. За мужество и героизм, проявленные в боях, награждён орденом Красного Знамени. В наградном листе указано: 

В боях с 18 по 21 июля 1941 года проявил исключительное бесстрашие, выдержку и большую напористость. Несмотря на жесточайший ружейно-пулемётный, артиллерийский и миномётный огонь противника занимавшего Пропойск, тов. Корзун лично возглавлял батальон, который занял южную окраину города…

Однако в ходе Гомельской оборонительной операции командование фронта оказалось недовольно его действиями и обвинило в бездеятельности. Приказом командующего Центральным фронтом генерал-лейтенанта Ефремова М. Г. от 19 августа 1941 года генерал-майор Корзун был отстранён от командования 219 мсд: «за невыполнение Вами 18.08.1941 приказа Военного Совета фронта. Немедленно сдайте командование дивизией генерал-майору Скугареву и самому прибыть в штаб фронта».
Из боевого донесения командующего 21-й армией генерал-майора В. Н. Гордова, 06.40 20.08.1941 г.:
«…Лично тов. КОРЗУН вёл себя исключительно храбро. Будучи утром раненым, оставался в строю и руководил боем до темноты. С наступлением темноты был второй раз ранен и сейчас эвакуирован. Назначенный на его место ЛУНЕВ получил тяжёлую контузию. На хозяйство КОРЗУНА назначен КОНОВАЛОВ».
После излечения в госпитале с октября 1941 года — заместитель по тылу командующего 38-й армией Юго-Западного фронта. В январе 1942 года назначен командиром 8-го кавалерийского корпуса. В этой должности руководил войсками в Битве под Москвой и в оборонительных боях под Воронежем весной 1942 года. С мая 1942 по июль 1943 года — командующий 3-й армией Брянского фронта, которая оборонялась по реке Зуша восточнее Орла.
В начале августа 1943 года П. П. Корзун назначен командующим 47-й армией Воронежского фронта. В ходе Белгородско-Харьковской наступательной операции армия под его командованием сыграла важную роль в отражении немецких контрударов в районе Ахтырки.
16 сентября 1943 года в ходе Сумско-Прилукской операции (первый этап битвы за Днепр) при освобождении Левобережной Украины генерал-лейтенант Корзун погиб при подрыве на мине его машины на прифронтовой дороге у села Березовая Лука Полтавской области. Похоронен в городском парке города Гадяч.
Именем П. П. Корзуна названа улица в г. Слуцк.
Бывший начальник политотдела 47-й армии Калашник М. X. вспоминал:

Павел Петрович Корзун был одним из тех военачальников, в характере которых отлично уживаются высокая требовательность и душевная любовь к людям. Осуществляя руководство боевыми действиями войск, командующий заботился прежде всего о том, чтобы каждая победа была одержана по возможности малой кровью.

## Воинские звания
- полковник (1935)
- комбриг (17.02.1938)
- генерал-майор (4.06.1940)
- генерал-лейтенант (3.05.1942)

## Награды
- 2 ордена Красного Знамени (17.03.1942, 27.08.1943)
- орден «Бухарской Красной Звезды и полумесяца» 2-й степени (1922)[1]
- медаль «XX лет Рабоче-Крестьянской Красной Армии» (22.02.1938)